# ハカ (ミャンマー)
ハカ(英語: Hakha; ビルマ語:ဟားခါးမြို့ ; MLT翻字法: ha:hka:mrui.; 発音 [hákʰá mjo̰]; かつての英語名はHaka) はミャンマー、チン州の州都である。チン州の北東部に位置し、面積は32.4平方キロメートルである。海抜1867m超の高原にあり、小規模でありながら同州の最大都市であり州都を兼ねる。 

## 歴史
ハカは1400年前後にLai族により建設された。イギリス軍が1889年に到着した時には現地の首長たちにより何世代もの間治められており、600超の家があった。
アラカン丘陵管区の「未開の諸部族を平定する」作戦の一環として、イギリスは1890年から同地を占拠した。 後にイギリス政府の準管区級の役所が置かれ、数年後町として編入された。
バプテスト教会の宣教師夫妻Arthur Carson(1860-1908)とLaura (1858-1942、Arthurの妻)は1899年に同地に到着し、宣教拠点を設けた。後に来たほかの宣教師もチン丘陵全体で活発に活動し、一世紀もたたずにチン州北部の大半をキリスト教に改宗させた。
第二次世界大戦中の1943年11月11日には日本軍により占領されるが、のちに奪還された。
ビルマの1948年のイギリスからの独立時、チン特別管区内の準管区の一つの中心とされ重要な都市となった。同特別管区は1974年に廃止されチン州となり、ファラムに変わりハカは同州の首都となった。このため政府職員の流入があり、宅地開発や都市の拡大が進んだ。最終的に同都市は2万人以上の人口を有する同州最大都市となった。 2012年7月1日には新たに設置されたハカ県の一部となった。

## 地理と気候
同都市の海抜は1870ｍで、標高およそ2299mのRung Tlang (Rung山)のふもとにある。この山は、チン州でもっとも有名な山の一つである。 
ケッペンの気候区分では高地温帯夏雨気候 (Cwb) に属すこの都市は、涼しい季節、温かい季節、雨季の三つの季節を持つ。高度の高さのため、気温は平原地帯よりかなり低くなる。平年の降雨量は1800mmである。

涼しい季節では日中は快適から暖かい程度だが朝は非常に冷え込み、時々気温はー2度程まで落ちる。この季節は風も強めで、霧が出がちである。2009年1月には、寒波のため気温は0度まで落ち込んだ。
| ハカ(1991–2020)の気候                                | ハカ(1991–2020)の気候 | ハカ(1991–2020)の気候 | ハカ(1991–2020)の気候 | ハカ(1991–2020)の気候 | ハカ(1991–2020)の気候 | ハカ(1991–2020)の気候 | ハカ(1991–2020)の気候 | ハカ(1991–2020)の気候 | ハカ(1991–2020)の気候 | ハカ(1991–2020)の気候 | ハカ(1991–2020)の気候 | ハカ(1991–2020)の気候 | ハカ(1991–2020)の気候 |
| 月                                                   | 1月                   | 2月                   | 3月                   | 4月                   | 5月                   | 6月                   | 7月                   | 8月                   | 9月                   | 10月                  | 11月                  | 12月                  | 年                    |
| ---------------------------------------------------- | --------------------- | --------------------- | --------------------- | --------------------- | --------------------- | --------------------- | --------------------- | --------------------- | --------------------- | --------------------- | --------------------- | --------------------- | --------------------- |
| 最高気温記録 °C （°F）                               | 24.9 (76.8)           | 26.4 (79.5)           | 29.5 (85.1)           | 32.5 (90.5)           | 30.0 (86)             | 30.0 (86)             | 30.0 (86)             | 28.0 (82.4)           | 26.6 (79.9)           | 27.0 (80.6)           | 26.2 (79.2)           | 24.7 (76.5)           | 32.5 (90.5)           |
| 平均最高気温 °C （°F）                               | 18.7 (65.7)           | 20.6 (69.1)           | 23.2 (73.8)           | 25.0 (77)             | 24.4 (75.9)           | 23.2 (73.8)           | 22.4 (72.3)           | 22.1 (71.8)           | 22.2 (72)             | 21.5 (70.7)           | 19.8 (67.6)           | 18.5 (65.3)           | 21.8 (71.25)          |
| 日平均気温 °C （°F）                                 | 10.5 (50.9)           | 12.5 (54.5)           | 15.7 (60.3)           | 18.1 (64.6)           | 19.0 (66.2)           | 19.4 (66.9)           | 19.2 (66.6)           | 18.9 (66)             | 18.6 (65.5)           | 17.0 (62.6)           | 13.4 (56.1)           | 10.6 (51.1)           | 16.08 (60.94)         |
| 平均最低気温 °C （°F）                               | 2.2 (36)              | 4.5 (40.1)            | 8.3 (46.9)            | 11.2 (52.2)           | 13.6 (56.5)           | 15.7 (60.3)           | 16.0 (60.8)           | 15.8 (60.4)           | 15.0 (59)             | 12.5 (54.5)           | 7.0 (44.6)            | 2.7 (36.9)            | 10.38 (50.68)         |
| 最低気温記録 °C （°F）                               | −5.3 (22.5)           | −5.0 (23)             | −1.0 (30.2)           | 4.6 (40.3)            | 8.9 (48)              | 10.2 (50.4)           | 11.5 (52.7)           | 11.0 (51.8)           | 10.0 (50)             | 3.5 (38.3)            | −3.8 (25.2)           | −4.8 (23.4)           | −5.3 (22.5)           |
| 降水量 mm （inch）                                   | 12.1 (0.476)          | 11.1 (0.437)          | 27.2 (1.071)          | 66.0 (2.598)          | 186.9 (7.358)         | 261.5 (10.295)        | 335.2 (13.197)        | 351.6 (13.843)        | 317.1 (12.484)        | 205.3 (8.083)         | 37.6 (1.48)           | 14.2 (0.559)          | 1,825.8 (71.881)      |
| 平均降水日数 （≥1.0 mm）                             | 1.0                   | 1.8                   | 3.0                   | 6.8                   | 13.5                  | 20.3                  | 23.7                  | 23.3                  | 20.7                  | 15.8                  | 4.4                   | 1.1                   | 135.4                 |
| 出典1：世界気象機関                                  |                       |                       |                       |                       |                       |                       |                       |                       |                       |                       |                       |                       |                       |
| 出典2：Norwegian Meteorological Institute (extremes) |                       |                       |                       |                       |                       |                       |                       |                       |                       |                       |                       |                       |                       |

## 文化施設
- チン州文化博物館
- Rev. Van Hre Villa (チン族の伝統的な住居)
- 宣教師墓地
- East Bungalow
- ハカバプテスト教会

## 教育
- ハカ大学
- ハカ教育大学
- チンキリスト教大学
- Government Technical Institute, Hakha

## スポーツ
Chin United F.Cの本拠地となる4,000席のWanthu Maungスタジアムは、2017年現在建設中である。